# Йеменско-российские отношения
Йеменско-российские отношения — двусторонние дипломатические отношения между Йеменом и Россией.

## Установление советско-йеменских отношений
Первый Договор о дружбе и торговле между Москвой и Саной был подписан 1 ноября 1928 года в столице Йемена.
Дипломатические отношения между СССР и Йеменским Мутаваккилийским Королевством в полном объёме были установлены 31 октября 1955 года.

## Характер отношений

### Характер советско-йеменских отношений
СССР на международной арене активно поддерживал как Йеменскую Арабскую Республику, так и Народно-Демократическую Республику Йемен. При этом им оказывалась значительная материальная помощь на безвозмездной основе.

### Характер российско-йеменских отношений
30 декабря 1991 года Йеменская Республика, образованная в мае 1990 года в результате добровольного объединения ЙАР и НДРЙ, заявила об официальном признании Российской Федерации в качестве правопреемницы бывшего СССР.
Позиции России и Йемена по представляющим взаимный интерес вопросам двусторонней и международной повестки дня зафиксированы в Декларации о принципах дружественных отношений и сотрудничества между РФ и ЙР (17 декабря 2002 года).
Йемен положительно реагирует на российские внешнеполитические инициативы, поддерживает продвигаемые Россией в рамках ООН проекты резолюций, а также российских кандидатов на выборах в руководящие органы ООН и другие международные организации. Йемен поддерживает российскую инициативу проведения в Москве международной конференции по Ближнему Востоку, выступает за усиление взаимодействия арабских стран с Россией, в том числе в рамках Организации исламского сотрудничества, занимает благоприятную для России позицию по Косово и Южной Осетии.
Функционирует воссозданная в апреле 1997 года в Йемене Ассоциация йеменско-российской дружбы. В августе 2003 года начало работу Российско-Йеменское общество дружбы.
В ноябре 2004 года российский Фонд Андрея Первозванного наградил Президента Йемена Али Абдаллу Салеха международной премией в номинации «Диалог цивилизаций» за заслуги в укреплении дружбы между народами России и Йемена, продвижение в жизнь идей диалога культур и цивилизаций, вклад в международные антитеррористические усилия.

## Развитие российско-йеменских отношений
Первая встреча В. В. Путина и А. А. Салеха состоялась в сентябре 2000 года в рамках «Саммита тысячелетия» в Нью-Йорке. В марте 2007 года состоялся телефонный разговор В. В. Путина и А. А. Салеха, в ходе которого последний обратился с просьбой об обеспечении срочных поставок Йемену российской продукции военного назначения по льготным ценам в связи с ожесточением боевых действий между правительственными войсками и шиитскими мятежниками на севере Йемена.
А. А. Салех неоднократно посещал нашу страну с официальными и рабочими визитами (СССР — в 1981 и 1984 годов, РФ — в 2002, 2004, феврале 2009, июне 2010 годов), в ходе которых, в частности, встречался с Д. А. Медведевым, В. В. Путиным, Б. В. Грызловым и С. В. Лавровым.
В 2010 году появилось новое направление российско-йеменского политического взаимодействия: на состоявшейся в январе 2010 года в Лондоне международной встрече высокого уровня по Йемену, в которой приняли участие министры иностранных дел двадцати стран, в том числе С. В. Лавров, а также представители Международного валютного фонда и Всемирного банка в качестве неформального международного координационного механизма оказания содействия ЙР была создана «Группа друзей Йемена», в которую вошла и Россия.
В октябре 1996 года Москву посетил министр иностранных дел ЙР А. Арьяни. С августа 1997 года на основе Протокола о консультациях между министерствами иностранных дел России и Йемена проводятся регулярные контакты между внешнеполитическими ведомствами двух стран по актуальным глобальным, региональным и двусторонним вопросам. В октябре 1997 года в Аммане состоялась встреча министра иностранных дел России Е. М. Примакова и А. А. Салеха. В апреле 2001 года и апреле — мае 2008 года состоялись визиты в Россию министра иностранных дел ЙР А. Аль-Керби.
В июне 2005 года Сану для участия в министерском заседании ОИС посетил С. В. Лавров. Он был также принят А. А. Салехом.
В сентябре 2009 года во время 64-й сессии ГА ООН в Нью-Йорке состоялась беседа С. В. Лаврова с А. Аль-Керби.
Последняя встреча руководителей внешнеполитических ведомств России и Йемена состоялась в январе с 2010 года в преддверии международной встречи высокого уровня по Йемену в Лондоне.
25 февраля 2015 года в Москве побывала делегация шиитского движения Хуситов, представители Всеобщего народного конгресса и представители Йеменской социалистической партии. Обсуждалась возможность разработки нефтяных месторождений на территории Йемена в обмен на признание новых властей Саны со стороны России.
В декабре 2017 года в связи с началом ожесточенных боёв в Сане все сотрудники российского посольства в Йемене покинули страну. Было заявлено, что посол России и часть российского дипломатов будут выполнять свои функции, находясь в Эр-Рияде.

## Аспекты российско-йеменских отношений

### Экономический аспект
Торгово-экономическое и инвестиционное сотрудничество с Йеменом на постоянной основе осуществляется с 1956 года. Значительная часть промышленных и социальных объектов на юге современного Йемена была построена при содействии СССР. На долю СССР приходилось более 50 % иностранных кредитов, полученных Южным Йеменом.
В 1996 году состоялось подписание Протокола о сотрудничестве между Федерацией торгово-промышленных палат Йемена и Торгово-промышленной палатой России, в 2002 г. был подписан Меморандум о переговорах по вопросам развития торговли, экономического и технического сотрудничества, в 2005 году было подписано соглашение о сотрудничестве между ТПП России и Федерацией ТПП Йемена.
В декабре 2005 года учрежден Российско-Йеменский деловой совет. В июне 2010 года в Москве состоялось 6-е заседание РЙДС, по итогам которого были подписаны учредительные документы о создании Российско-Йеменского торгового дома.
С января по ноябрь 2010 года товарооборот вырос на 5,5 % и составил 167,5 млн долл. США (в 2009 года — 173,8 млн долл., из которых 173,6 млн долл. — российский экспорт). Йемену продано 3 тыс. единиц наземного транспорта и 400,8 тыс. тонн сельскохозяйственной продукции.
Несмотря на усугубляющиеся проблемы с обеспечением безопасности в ЙР, ряд российских компаний продолжают работать на йеменском рынке.

### Гуманитарный аспект
В гуманитарной сфере главный акцент делается на подготовке в России йеменских национальных кадров. За годы сотрудничества нашей страной подготовлено около 50 тысяч йеменских специалистов различного профиля, включая тех, которые прошли обучения без выезда в СССР/Россию. В настоящее время в российских вузах обучается более 400 йеменцев. По просьбе йеменской стороны квота на обучение за счет средств федерального бюджета по линии Министерства образования науки России с 2010 года была увеличена с 80 до 100 мест.
С 1983 года на территории Йемена проводит научные исследования Институт востоковедения РАН.
В декабре 2005 года Сану посетил председатель Отдела внешних церковных связей Московского Патриархата митрополит Смоленский и Калининградский Кирилл (патриарх Московский). В июле 2006 года в Москве министр вакуфов и моральной ориентации Х. Убад принял участие в работе международной встречи религиозных деятелей.
ИТАР-ТАСС и российский телеканал «Русия аль-Яум» взаимодействуют с йеменским государственным информационным агентством «Саба» на основе соглашений о сотрудничестве, подписанных в 1999 и 2009 году соответственно.
В соответствии с условиями контракта с министерством здравоохранения Йемена ФГУП «Здравэкспорт» организует и оплачивает обучение йеменских врачей в российских медицинских вузах, а также оплачивает лечение йеменских больных в лечебных центрах Москвы. В 2007—2009 годах было принято на обучение 16 йеменских врачей, лечение прошли 10 больных. В 2009 году прием йеменских больных приостановлен в связи с невыполнением йеменской стороной договоренностей о повышении ставок возмещения за работу наших медицинских специалистов, которые не пересматривались более 10 лет.
Периодически Россия на основе обращений йеменской стороны оказывает Йемену гуманитарную помощь. В 2008 году была оказана помощь в связи с наводнением. В феврале 2010 года для временно перемещенных лиц из провинции Саада два самолёта МЧС России доставили в Сану свыше 60 тонн различных грузов, включая передвижные электростанции, палатки, одеяла и продукты питания на сумму свыше 1 млн долл. В июне 2010 года принято распоряжение Правительства РФ о предоставлении разового целевого взноса России в фонд Всемирной продовольственной программы ООН, в соответствии с которым Россия предоставит Йемену муку на 1 млн долл.

### Правовой аспект
ЙР официально подтвердила действительность всех соглашений, заключенных с СССР, включая договоры о дружбе и сотрудничестве с бывшими НДРЙ (25 октября 1979 года) и ЙАР (9 октября 1984 года), Договор между СССР и НДРЙ о правовой помощи по гражданским и уголовным делам (6 декабря 1985 года), Соглашение между правительствами СССР и ЙАР о воздушном сообщении (17 июня 1987 года), Торговое соглашение между правительствами СССР и ЙР (16 февраля 1991 года).
Также действуют межправительственное Соглашение об урегулировании задолженности ЙР перед РФ по ранее предоставленным кредитам (24 декабря 1999 года), Консульская конвенция (25 апреля 2001 года), межправительственное Соглашение о сотрудничестве в области культуры, науки, образования, спорта и туризма (17 декабря 2002 года), межправительственное Соглашение о поощрении и взаимной защите капиталовложений (17 декабря 2002 года).